# Raimundo José Vieira da Silva
Raimundo José Vieira da Silva foi um político brasileiro.
Foi presidente da província do Piauí, de 26 de setembro de 1888 a 27 de junho de 1889.
Era filho de Luís Antônio Vieira da Silva, o Visconde de Vieria da Silva (1818-1889), e de Maria Gertrudes da Mota de Azevedo Correia (1836-1911). 